# Bedford (hrabstwo Westchester)
Bedford – jednostka osadnicza w Stanach Zjednoczonych, w stanie Nowy Jork, w hrabstwie Westchester.